# Robert Pickens Meiklejohn
Robert Pickens Meiklejohn fue un cronista estadounidense.
Robert Pickens Meiklejohn fue desde 1931 Bachelor de la Williams College.
De 1934 a 1936 fue empleado de la Atmospheric Nitrogen Corporation un subsidario de la Allied Corp. (en este entonces: Allied Chemical & Dye Corp.), 
De 1932 a 1939 fue Asistente de Presidente de la en:Central Pacific Railroad. 
En 1940 fue miembro de la National Defense Advisory Commision y de la Office of Production Management (OPM), Washington D. C. .
A partir de 1941 fue para diez años secretario privado de Averell Harriman en sus capacidades sucesivas entre ellos el ministro de Estados Unidos a cargo de Ley de Préstamo y Arriendo suministros para Gran Bretaña, embajador de Estados Unidos a la Unión Soviética y el Secretario de Comercio de los Estados Unidos. Robert Pickens Meiklejohnera un participante en las conferencias de Teherán, Yalta y Potsdam y responsable para el registro oficial de la Casa Blanca de Teherán y Yalta.
Con orgulo llevó la uniforma de la Armada de los Estados Unidos de reserva
A partir de 1955 ha sido Vicepresidente de la Investigación Administrativa del General Dynamics. En esta capacidad que tiene la responsabilidad personal corporativo para la remuneración de los ejecutivos y la planificación de la organización y presidente de la Canadair Ltd. 